# Stillfried-Rattonitz

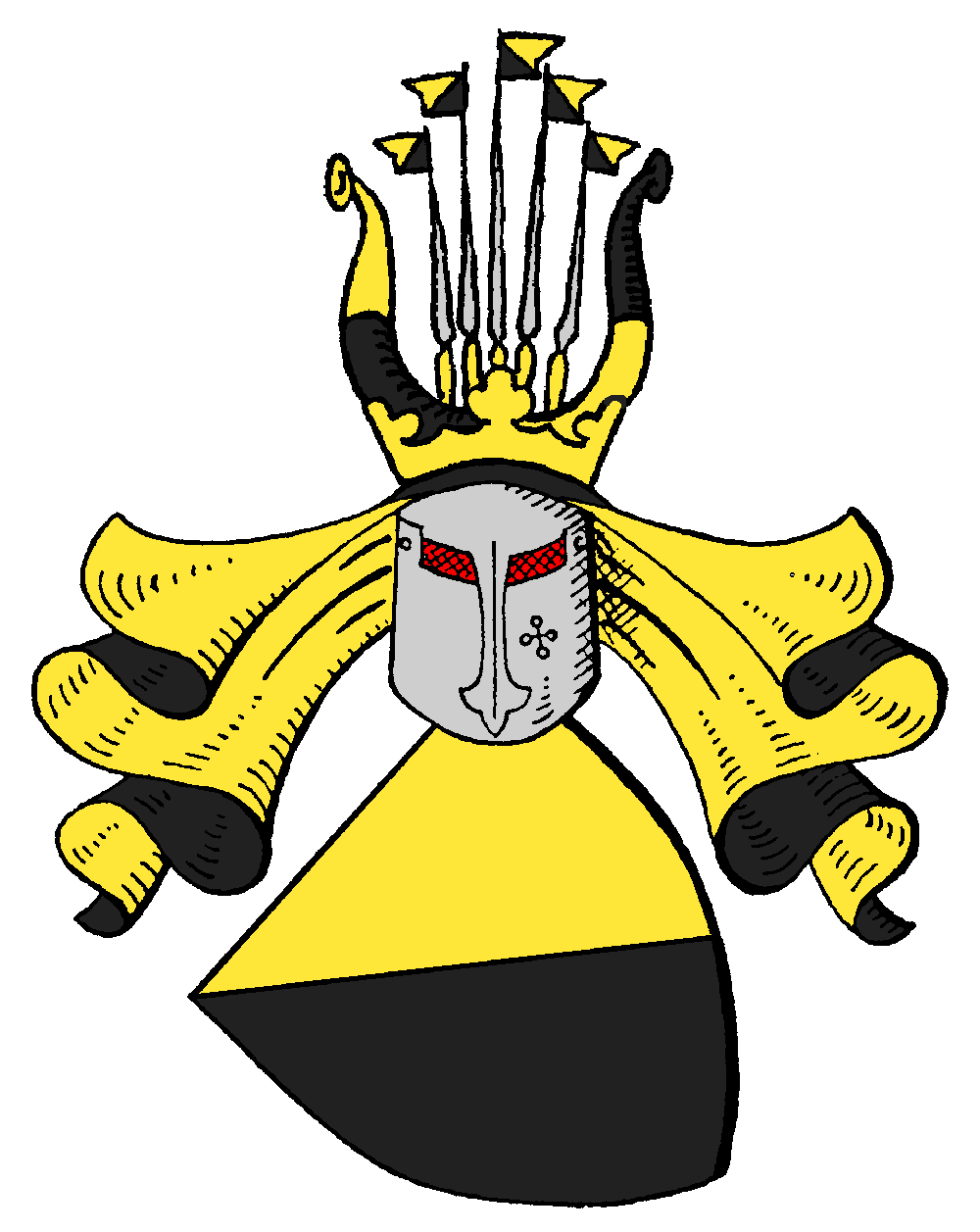
Stammwappen derer von Stillfried

Stillfried-Rattonitz ist der Name eines böhmischen Uradelsgeschlechts mit dem Stammsitz Ratienitz bei Kolín.

## Geschichte
Das Geschlecht Stillfried-Rattonitz stammt laut eigener Aussage von einem böhmischen Herzog Stoymir (d. h. Stillfried) von Przemysl ab. Da dies weder urkundlich noch historisch belegt werden kann, wird es sich hier um eine Familiensage handeln, um der eigenen Abstammung mehr Gewicht zu verleihen. Es wandte sich nach Österreich und besaß an der March die Burg Stillfried. Im 14. Jahrhundert teilte es sich nach Schlesien auf.
Seine Stammreihe beginnt 1390 mit Johann von Ratienitz auf Ratienitz. Am 3. Mai 1472 wird dessen Sohn Georg Stilfrid de Ratienitz von Herzog Heinrich von Münsterberg mit Neurode in der Grafschaft Glatz belehnt.
Am 13. März 1662 wurde Bernhard von Stillfried als Landeshauptmannschaftsverwalter der Grafschaft Glatz in den böhmischen Freiherrnstand erhoben.
Das Geschlecht spaltete sich danach in mehrere Linien. Die österreichische, freiherrliche Linie schrieb sich in weiterer Folge Stillfried von Ratenicz bzw. Stillfried von Rathenitz. Die preußische Linie Stillfried-Rattonitz spaltete sich in mehrere Linien auf, von denen es freiherrliche und gräfliche Zweige gibt.

## Wappen
Das Stammwappen ist von Gold und Schwarz schrägrechts geteilt. Auf dem Helm mit schwarz-goldenen Decken fünf von Gold und Schwarz schräggeteilte Fähnlein, zwei rechts, drei links abfliegend, an goldenen Spießen mit eisernen Spitzen zwischen zwei von Schwarz und Gold übereck-geteilten Büffelhörnern.

Stammwappen der Stillfried
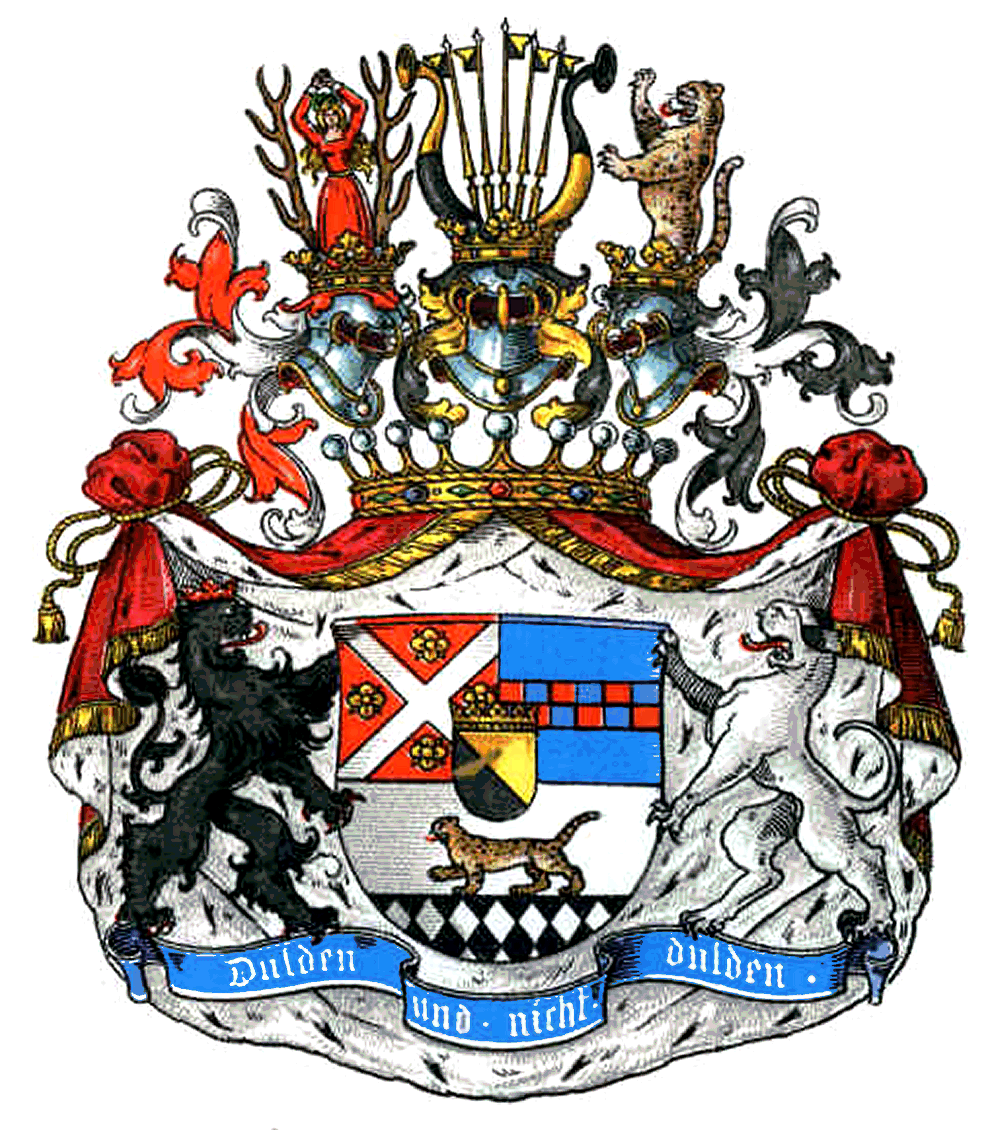
Wappen der Grafen von Stillfried und Rattonitz
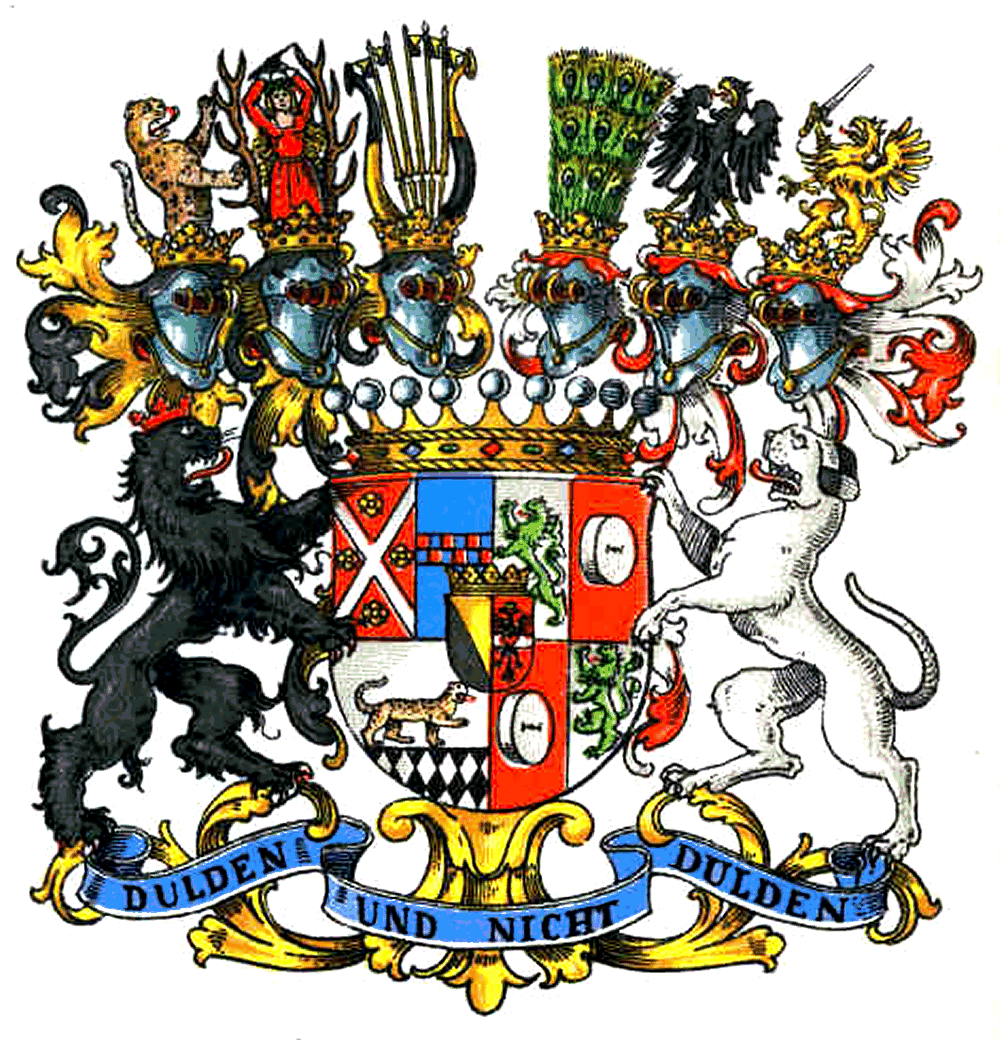
Wappen der Grafen von Stillfried-Mettich

## Bekannte Familienmitglieder

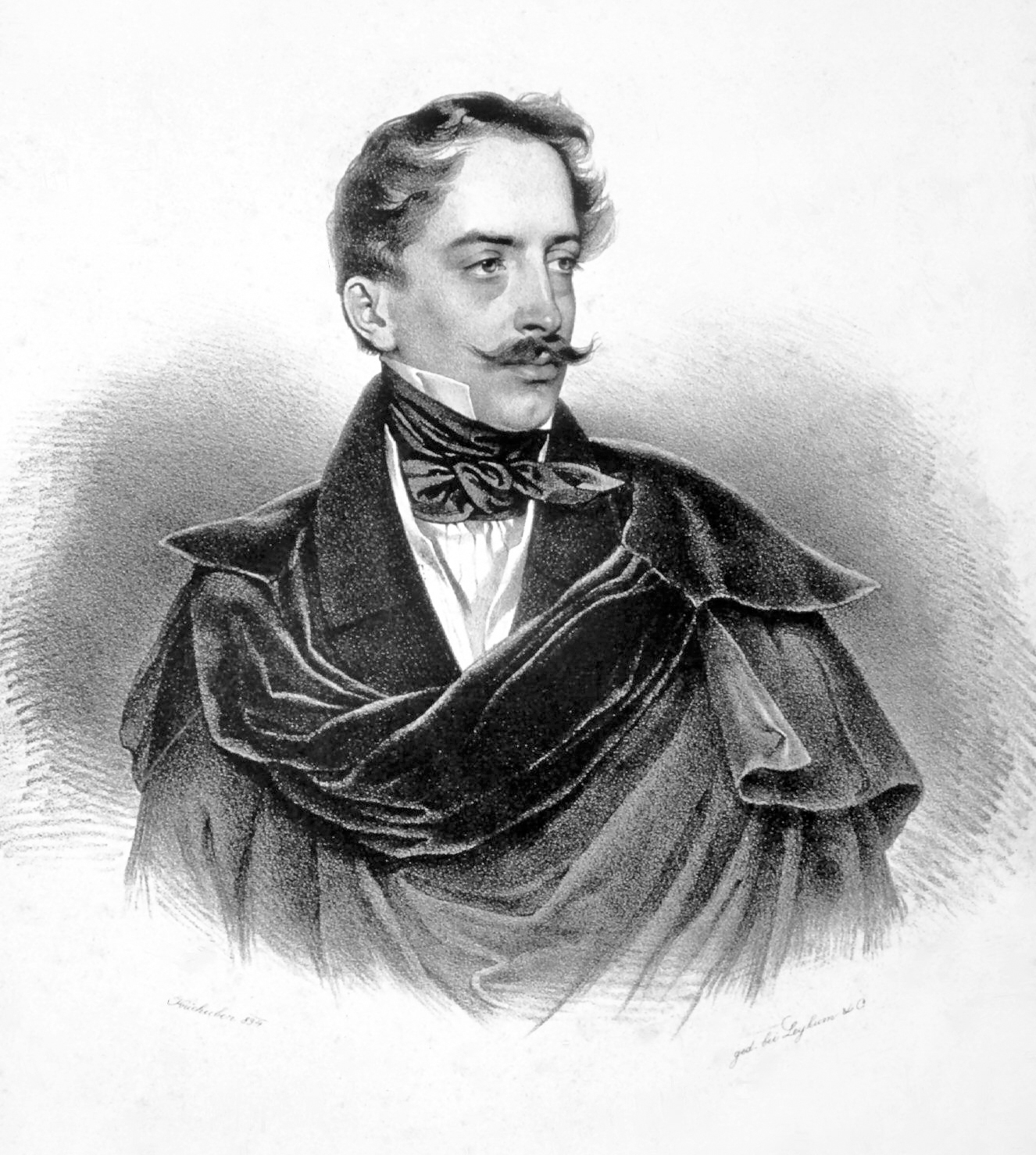
August von Stillfried-Ratenicz (1806–1897), Lithografie von Josef Kriehuber, 1834

- Johann Joseph II. von Stillfried und Rattonitz (1762–1805), preußischer Kammerherr, Gutsbesitzer in der Grafschaft Glatz
- Ludwig von Stillfried und Rattonitz (1790–1865), preußischer Generalmajor
- Rudolf von Stillfried-Rattonitz (1804–1882), preußischer Historiker und Hofbeamter. Er wurde 1858 in Portugal zum Granden erster Klasse und Grafen von Alcantara ernannt, und 1861 in den preußischen Grafenstand erhoben.
- August von Stillfried-Ratenicz (1806–1897), österreichischer Feldmarschalleutnant
- Raimund Stillfried von Rathenitz (1839–1911), österreichischer Offizier, Maler und Fotograf.
- Georg von Stillfried-Rattonitz (1867–1941), deutscher Generalmajor, Stadtkommandant von Erfurt
- Waldemar von Stillfried-Rattonitz (1877–1960), deutscher Generalmajor
- Alfons von Stillfried-Rathenitz (1887–1974), österreichischer Offizier, Widerstandskämpfer und Publizist
- Janet von Stillfried (* 1962), deutsche Historikerin und Autorin
- Georg Stillfried (* 1963), österreichischer Diplomat